# Polihidroxialcanoatos
Os poliidroxialcanoatos (poli-hidroxialcanoatos) (português brasileiro) ou polihidroxialcanoatos (português europeu) (PHA) são poliésteres produzidos por diversos grupos de bactérias como reserva de carbono e energia. O interesse a cerca desse bioproduto consiste no seu potencial de substituir o plástico convencional produzido a partir do petróleo, sendo que o tempo para sua biodegradação no meio ambiente é consideravelmente menor, algo que certamente reduz os impactos causados pelo uso em larga escala de plásticos pela indústria e comércio. Outro interesse associado ao PHA é sua biocompatibilidade com tecidos vivos, pondendo ser utilizados em próteses ortopédicas ou uso em pontos cirúrgicos.

## Descoberta
Descoberto em 1923, pelo cientista Maurice Lemoigne do Instituto Pasteur de Paris (LEMOIGNE, 1923), esse biopolímero mais tarde nos anos 1960, ganhou interesse acadêmico por apresentar propriedades termoplásticas

## Bioquímica

Representação da cadeia polimérica de 3 hidroxi-butirato, um monômero de polihidroxialcanoato.

Os polihidroxialcanoatos são produzidos por bactérias de diversos gêneros (Ex.: Burkholderia sp. , Pseudomonas sp.) como reserva de carbono. Para otimizar sua produção, as bactérias devem ser privadas de nutrientes essenciais como nitrogênio ,fosfóro ou oxigênio e, por outro lado, contar com uma fonte de carbono abundante.  Existem mais de 150 monômeros que podem formar a cadeira principal deste polímero e portanto existe uma grande variação de suas propriedades elastométicas e resistência a ruptura, sendo que a os monômeros que compõem a cadeia polimérica modulam suas propriedades mecânicas. 
As cadeias poliméricas são classificadas de acordo com o número de carbonos em seus monômeros:
Curtas (SCL, short chain length até 5 carbonos )
Médias (MCL, medium chain length - 6 a 14 Carbonos)
Alguns estudos acoplam o interesse de produção de plásticos biodegradáveis com o interesse de dar destinação a alguns resíduos da indústria produzidos em abundância, como melaço de cana, melaço de soja, melaço de eucalipto.  Esse material é rico em glicose, rafinose, estaquiose, xilose, sacarose e outros carboidratos que podem servir como fonte de carbono para produção de PHA, gerando um potencial econômico vantajoso para os plásticos biodegradáveis. Entretanto, a capacidade de algumas bactérias de hidrolisar polissacarídeos gerando monossacarídeos elevam seu rendimento de produção de PHA.

## Biorrefinarias
Para que seja possível a produção industrial de polihidroxialcanoatos é necessária a produção desse polímero em escala industrial. A utilização da estrutura já existente de biorrefinarias para a indústria do álcool e do açúcar pela iniciante indústria de produção de polihidroxialcanoatos pode diminuir os custos de produção e possibilitar a sua produção. 

## Monômeros
Alguns monômeros podem compor a cadeia polimérica formando poliésteres:
3 Hidroxi-Butirato
3 hidroxivalerato
3-hidroxihexanoato
3-hidroxi-heptanoato
3-hidroxi-octanoato
3-hidroxi-decanoato
3-hidroxi-dodecanoato
4-hidroxi-butirato

## Custos
O grande fator que limita a utilização de PHA em larga escala são seus custos de produção. Enquanto que o custo de produção do plástico derivado do petróleo é 1 US$/Kg, a produção de PHA pode custar 10 US$/Kg. A purificação do PHA e o material para substrato são os principais passos que encarecem sua produção e dificulta sua inserção no mercado. 